# Replicant
Replicant is een Amerikaanse film uit 2001 die werd geregisseerd door Ringo Lam. De hoofdrol wordt vertolkt door Jean-Claude Van Damme. In enkele Europese landen, waaronder Frankrijk en Spanje, werd de film in de bioscoop gedraaid. In Nederland echter werd de film direct op dvd uitgebracht.

## Verhaal
Jack Riley (rol van Michael Rooker) is bezig aan de zaak van de 'torch' (rol van Van Damme), een seriemoordenaar die vrouwen en hun kinderen vermoordt en in brand steekt. De 'torch' stopt dan een tijdje, maar belt Riley nog om hem te jennen. Wanneer Riley een nieuwe assistent krijgt, een kloon van 'the torch', start het onderzoek naar de echte moordenaar.

## Rolverdeling
| Acteur                | Personage                   |
| --------------------- | --------------------------- |
| Jean-Claude Van Damme | Edward "the Torch" Garrotte |
| Michael Rooker        | Det. Jake Riley             |
| Catherine Dent        | Anne                        |
| Brandon James Olson   | Danny                       |
| Pam Hyatt             | Mrs. Riley                  |
| Ian Robison           | Stan Reisman                |
| Allan Gray            | Roarke                      |
| James Hutson          | Concierge                   |
| Jayme Knox            | Wendy Wyckham               |
| Paul McGillion        |                             |
| Chris Kelly           | Chris                       |
| Peter Flemming        | Paul                        |
| Margaret Ryan         | Gwendolyn Savard            |
| Marnie Alton          |                             |
| Lillian Carlson       |                             |
| Ingrid Tesch          | 911 Operator                |